# Alfred Braunschweiger
Alfred Braunschweiger (Stuttgart, Alemania, 16 de octubre de 1885-Stuttgart, 29 de junio de 1952) fue un atleta alemán que compitió en los Juegos Olímpicos de 1904 en San Luis, Misuri, Estados Unidos.

## Trayectoria
Ganó la medalla de bronce en el salto de trampolín en los Juegos Olímpicos de 1904 en San Luis. Se quedó en tercer lugar detrás de George Sheldon de los Estados Unidos y su compatriota Georg Hoffmann.